# Holmevatten (Krokstads socken, Bohuslän)
Holmevatten är en sjö i Munkedals kommun i Bohuslän och ingår i Örekilsälvens huvudavrinningsområde. Sjön är 12 meter djup, har en yta på 0,101 kvadratkilometer och är belägen 161,1 meter över havet.

## Delavrinningsområde
Holmevatten ingår i det delavrinningsområde (651270-126553) som SMHI kallar för Ovan Hajumsälven. Medelhöjden är 128 meter över havet och ytan är 71,31 kvadratkilometer. Räknas de 26 avrinningsområdena uppströms in blir den ackumulerade arean 405,8 kvadratkilometer. Avrinningsområdets utflöde Örekilsälven mynnar i havet. Avrinningsområdet består mestadels av skog (56 procent), öppen mark (19 procent) och jordbruk (22 procent). Avrinningsområdet har 1,25 kvadratkilometer vattenytor vilket ger det en sjöprocent på 1,7 procent.